# 东平公主 (元魏)
东平公主（?—?），中国南北朝北魏公主。
她是周武帝的中表姊，嫁给名将慕容绍宗，生子慕容三藏。周武帝之父宇文泰的嫡妻冯翊公主元氏为魏孝文帝元宏之孙、广平王元怀之女，魏孝武帝之妹。东平公主被称为周武帝的中表姊，学者余国江认为东平公主的父亲就是魏孝武帝，因为魏孝武帝被宇文泰所杀，所以慕容三藏在北齐灭亡时犹抗拒北周。